# Castello di Verrone
Il castello di Verrone è un complesso di edifici di origine medievale del Biellese situato nell'omonimo comune di Verrone.
Sull'origine del toponimo esistono due ipotesi: secondo la prima esso deriverebbe dal latino Vetus (vecchio), mentre la seconda lo fa risalire al termine celtico Uer (superiore, che sta sopra).

## Storia
Le vicende del castello furono per lungo tempo legate a quelle di un ramo biellese della nobile famiglia dei Vialardi, di fede ghibellina, la quale detenne a lungo i diritti feudali sul borgo di Verrone.
Dopo aver contrastato l'alleanza guelfa guidata in questa zona dalla famiglia Avogadro il 19 febbraio 1373 Simone Vialardi si sottomise con il dominio di Verrone ad Amedeo VI di Savoia ed ottenne favorevoli condizioni economiche ed un'ampia autonomia amministrativa per i propri domini. I Vialardi rimasero così per secoli signori della zona perché i Savoia confermarono in seguito puntualmente i privilegi accordati alla loro casata.
Questo dominio quasi incontrastato durò nella pratica fino all'Ottocento ed ebbe termine quando nel 1835 un celebre botanico, Maurizio Zumaglini, acquistò il castello dai conti Amedeo e Augusto Vialardi. Zumaglini visse a lungo nel castello dove scrisse la sua Flora pedemontana, una monumentale opera in latino che elenca le specie vegetali del Piemonte e della Valle d'Aosta.. Prima di divenire comunale il castello appartenne anche alla nobile famiglia Cornetto Bourlot, originaria del biellese, il cui ultimo discendente è Giuseppe Cornetto Bourlot.

## Caratteristiche costruttive

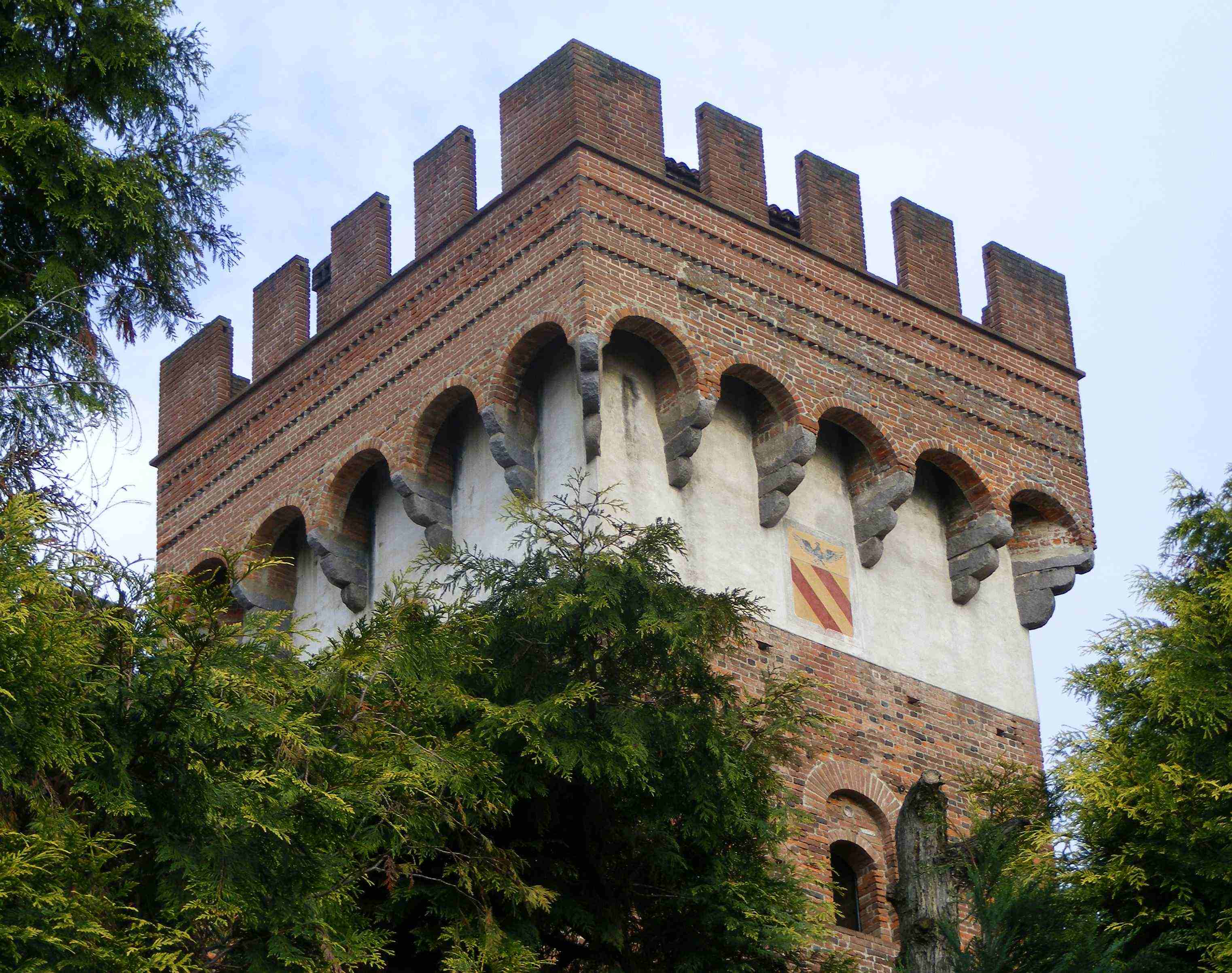
Il torrione a sud-est

Il castello di Verrone raggiunse la sua attuale conformazione quadrangolare con sviluppo attorno ad una corte centrale a seguito della trasformazione di fortificazioni preesistenti, documentate già nel corso dell'XI e del XII secolo.
La parte più antica del castello è il massiccio torrione quadrangolare a sud-ovest del complesso. La sua attuale struttura deriva dalla sopraelevazione di un torrione più basso ed è caratterizzata da caditoie quattrocentesche. 
Sul lato occidentale del complesso si sviluppa invece la Rocca, un lungo edificio notevole per una fila di eleganti beccatelli in pietra sormontati da caditoie anch'esse di gusto quattrocentesco. La rocca è dominata da una torretta di guardia cilindrica di epoca più tarda, che termina con una loggetta.
Il massiccio edificio posto a nord-ovest della corte presenta tracce di merlatura a coda di rondine; l'angolo nord-est del complesso è invece stato compromesso dai lavori eseguiti nell'Ottocento per la costruzione di una scuola materna.
All'interno della corte è presente una cappella seicentesca che conserva affreschi dedicati all'Assunzione della Vergine mentre nel giardino rivolto a sud si trova un altro piccolo edificio religioso, decisamente più antico, che possiede un'abside forse risalente al XII secolo. La chiesetta è dedicata ai santi Simone e Giuda ed è anch'essa stata affrescata (XV secolo).

## Fruizione

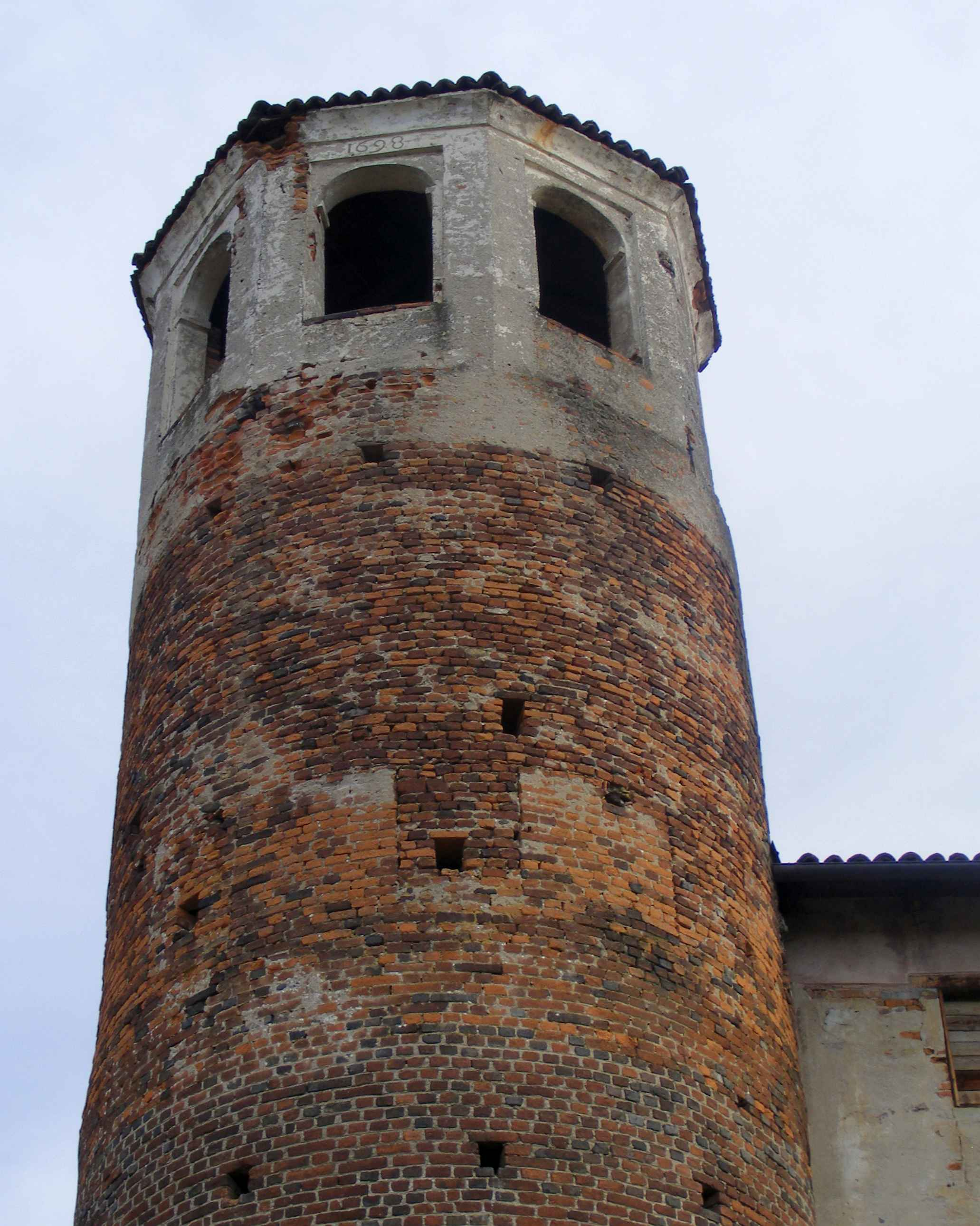
La torretta sullo spigolo sud-ovest

Il castello è attualmente adibito in parte ad abitazione privata ed in parte ad uffici pubblici. Esso è infatti per circa metà di proprietà del Comune di Verrone, che ne sta completando il restauro. Dal 2015 parte dell'edificio è sede del Falseum, museo nel quale il tema affrontato è il falso nella storia e i suoi effetti, sia positivi che negativi. Il percorso concepito, che si sviluppa in varie sale, consente al visitatore di sviluppare un concreto punto di vista riguardo alla tematica.